# デイビット・バシュッキ
デイビット・バシュッキ（David Baszucki [bəˈzuːki], 1963年1月20日 - ）は、カナダ生まれのアメリカ人起業家、エンジニア、ソフトウェア開発者。Roblox Corporationの共同設立者兼CEOとして知られる。Robloxのユーザー名はbuilderman、またはdavid.baszucki。1998年12月にMSC Softwareに買収されたKnowledge Revolutionを共同設立し、CEOを務めたこともある。

## 生い立ち
1963年1月20日、カナダで生まれる。ミネソタ州イーデン・プレーリーで育つ。その後、2003年2月から7月までKSCO Radio Santa Cruzのトークラジオ番組のホストを務めた。バズッキはスタンフォード大学で工学とコンピュータ・サイエンスを学んだ。在学中、ゼネラル・モーターズで夏季インターンシップを経験し、ソフトウェアによる自動車エンジンの制御を研究するラボで働いた。

## 私生活
バシュッキは妻で小説家のジャン・エリソンと4人の子供たちとともにサンフランシスコのベイエリアに住んでいる。